# Château d'Eybens
Le château d'Eybens est un château situé en France sur la commune d'Eybens dans le département de l'Isère en région Rhône-Alpes.
Dominant l'ancien bourg d'Eybens depuis le sommet d'un petit mamelon couvert d'une forêt qui constitue le parc du château, ses origines sont néanmoins mal connues : château du Moyen Âge, il est déjà nommé dans certains documents antérieurs à 1120.
Parmi les familles qui l'ont habité, on trouve celles de Briançon (XIIIe siècle et XVIe siècle), de Chaponay (XVIe siècle), de Surville (jusqu'à 1754) et, selon certains, Christine de Savoie entre 1620 et 1650.
L'actuel bâtiment date probablement de 1610, et de récentes études accomplies pas l'association "L'Histoire d'Eybens" semblent indiquer que la reconstruction du château n'est pas imputable à Christine de Savoie, contrairement à ce qu'indique une littérature récente. Après les Surville le château appartint aux Leclet, aux Perier, puis aux Chaper.

## Description

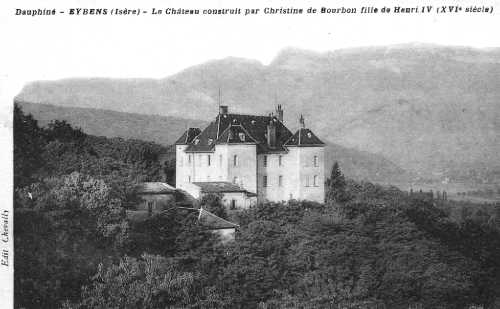
Le château d'Eybens sur une ancienne carte postale.

Un document de 1339 décrit le lieu : 

« Le château ou donjon est situé sur un haut molard très beau, dans lequel se trouve une tour carrée de 19 toises de périmètre pour 12 toises de hauteur (environ 9,5 m de côté et 24 m de haut). L’épaisseur des murs est de 5 pieds (1,70 m) et il y a 3 étages (...) . Accolée à cette tour, une maison basse avec un cellier. Le deuxième donjon est clos d’un côté de rempart long de 20 m pour une hauteur de 4m, est de l’autre côté par une palissade où se trouve le pont »

Un donjon du XIIIe siècle est réemployé dans le logis du XVIIe siècle.[citation nécessaire]
Une chapelle se trouve à l'est, reconvertie en habitation après la révolution. Des fresques en trompe-l'œil y ont été redécouvertes par les propriétaires actuels. Elles ont probablement été réalisées pour Jean de Surville, au XVIIe siècle.
Au XXe siècle, orangers et amandiers étaient abrités dans le jardin d'hiver pendant les mois les plus froids.

## Le parc
Un parcours de tir à l'arc dans le parc du château, avec des cibles 2D et 3D, accessible depuis la rue Paul Mistral qui suit le mur du parc à nord, est régulièrement utilisé par l'association « Les archers du château d'Eybens »